# 巨魔娃娃
巨魔娃娃（丹麥語：Gjøltrold）是一種塑膠玩偶，該娃娃的外形源自斯堪的納維亞民間傳說中的巨魔。
这种玩偶至少在1956年或之前就已出現 ，并在20世纪60年代初成为美国最流行的玩具之一。 20世纪70年代到90年代期间，巨魔娃娃再次流行起来，同時又出现了几款以巨魔娃娃为主角的电子游戏和電視节目。